# HATS-38
HATS-38 — одиночная звезда в созвездии Гидры на расстоянии около 1095 световых лет (около 336 парсек) от Солнца. Видимая звёздная величина звезды — +12,435m. Возраст звезды определён как около 11,89 млрд лет.
Вокруг звезды обращается, как минимум, одна планета.

## Характеристики
HATS-38 — жёлтый карлик спектрального класса G. Масса — около 0,89 солнечной, радиус — около 1,105 солнечного, светимость — около 1,126 солнечной. Эффективная температура — около 5508 K.

## Планетная система
В 2020 году командой астрономов, работающих в рамках обзора HATSouth, было объявлено об открытии планеты HATS-38 b.